# Марга (деревня)
Ма́рга — деревня в Нижнеудинском районе Иркутской области России. Входит в состав сельского поселения Иргейское муниципальное образование. По данным Всероссийской переписи населения 2010 года население НП составило 101 человек

## География
Деревня находится в 70 км от Нижнеудинска и в 6 км от станции Шеберта.

## История
Заселение началось не позднее 1907 года

## Население
| 2002 | 2010 | 2011 | 2012 |
| ---- | ---- | ---- | ---- |
| 163  | ↘101 | →101 | ↗102 |